# Liste von Basketballvereinen in Kroatien
Diese Liste ist eine Aufstellung von Basketballvereinen in Kroatien.
| Verein                 | Logo | Ort            | Nationale Meisterschaften                                                                                                | Sportstätte                     | Sonstiges und Webadresse | Belege |
| ---------------------- | ---- | -------------- | --- | ------------------------------- | ------------------------ | ------ |
| KK Dubrovnik           |      | Dubrovnik      | | ŠD Gospino Polje                |                          | [ 1 ]  |
| KK Karlovac            |      | Karlovac       | |                                 |                          | [ 2 ]  |
| KK Osijek 2006         |      | Osijek         | | Zrinjevac                       |                          | [ 3 ]  |
| KK Stoja Pula          |      | Pula           | |                                 |                          | [ 4 ]  |
| KK Rijeka (KK Kvarner) |      | Rijeka         | | Dvorana Mladosti                |                          | [ 5 ]  |
| KK Šibenik             |      | Šibenik        | 1983 (Jugoslawien) | Dvorana Baldekin                |                          |        |
| KK Alkar               |      | Sinj           | |                                 |                          | [ 6 ]  |
| KK Svjetlost Brod      |      | Slavonski Brod | | ŠD Brod                         |                          | [ 7 ]  |
| KK Split               |      | Split          | 1971, 1977, 1988, 1989, 1990, 1991 (alle Jugoslawien), 2003 (Kroatien)                                                   | Dvorana na Gripama              |                          | [ 8 ]  |
| KK Zabok               |      | Zabok          | |                                 |                          | [ 9 ]  |
| KK Borik               |      | Zadar          | |                                 |                          |        |
| KK Zadar               |      | Zadar          | 1946, 1947, 2004/2005, 2007/2008 (alle Kroatien) 1964/65, 1966/67, 1967/68, 1973/74, 1974/75, 1985/86 (alle Jugoslawien) | Dvorana Krešimira Ćosića        |                          | [ 10 ] |
| KK Dinamo Zagreb       |      | Zagreb         | |                                 |                          | [ 11 ] |
| KK Zagreb              |      | Zagreb         | 2011 (Kroatien) | Sportska dvorana Trnsko         |                          | [ 12 ] |
| KK Cedevita            |      | Zagreb         | 2014, 2015, 2016, 2017 (alle Kroatien)                                                                                   | Dom Sportova                    |                          |        |
| KK Cibona Zagreb       |      | Zagreb         | 1992 bis 2002, 2004, 2006, 2007, 2009, 2010, 2012 (alle Kroatien)                                                        | Dražen-Petrović-Basketballhalle |                          | [ 13 ] |
| KK Dubrava             |      | Zagreb         | | ŠD Dubrava                      |                          | [ 14 ] |
| KK Kaptol Zagreb       |      | Zagreb         | |                                 |                          | [ 15 ] |
| KK Zrinjevac           |      | Zagreb         | |                                 |                          |        |
| ŽKK Brod na Savi       |      | Slavonski Brod | | Dvorana Vijuš                   | Frauen                   |        |
| ŽKK Medveščak          |      | Zagreb         | Frauen: 2014, 2015, 2016, 2017, 2018, 2019                                                                               | ŠD Pešćenica                    | Frauen                   |        |